# Karmelitanki bose

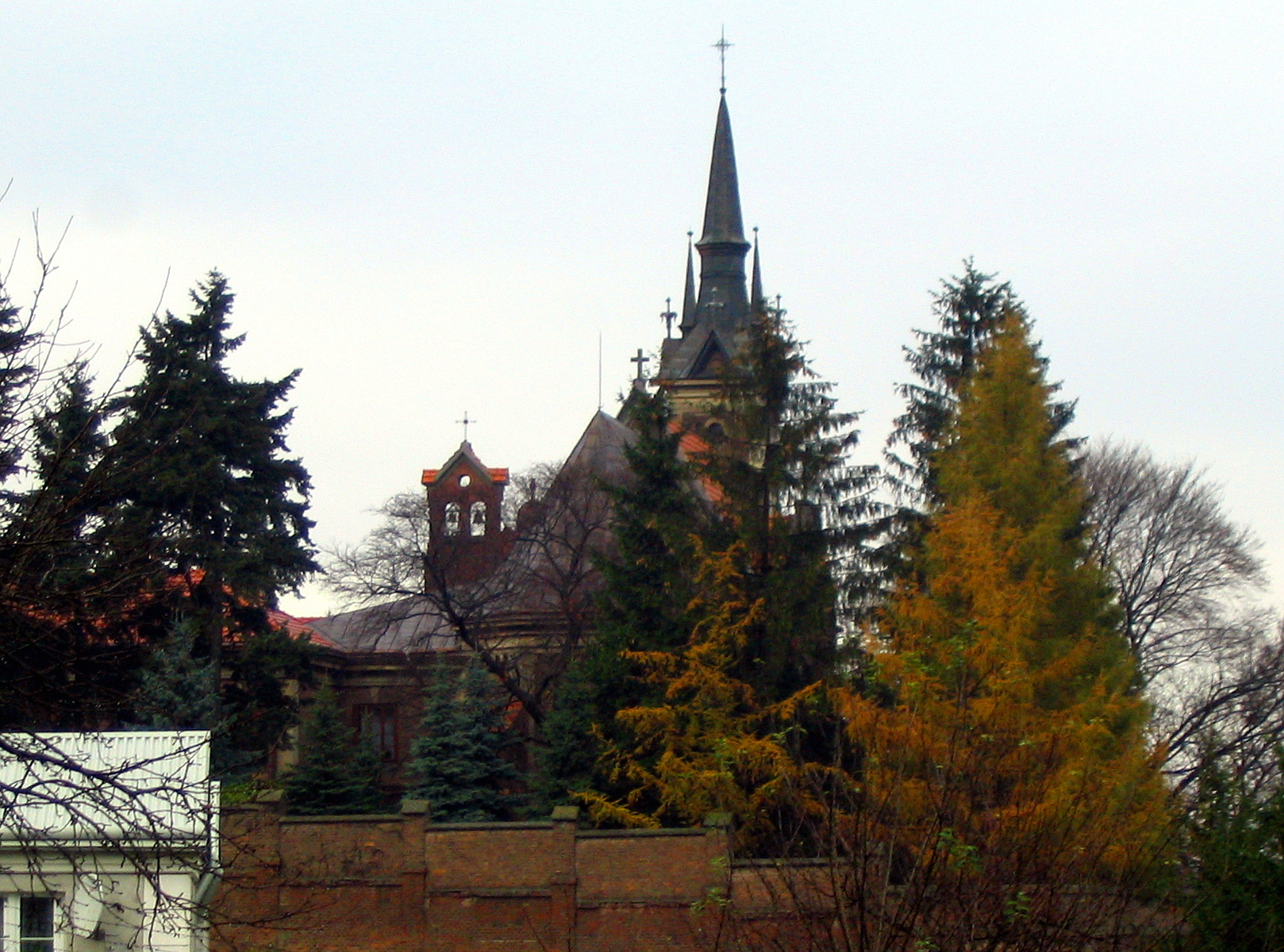
Klasztor karmelitanek bosych pw. NMP z Góry Karmel i św. Józefa w Przemyślu

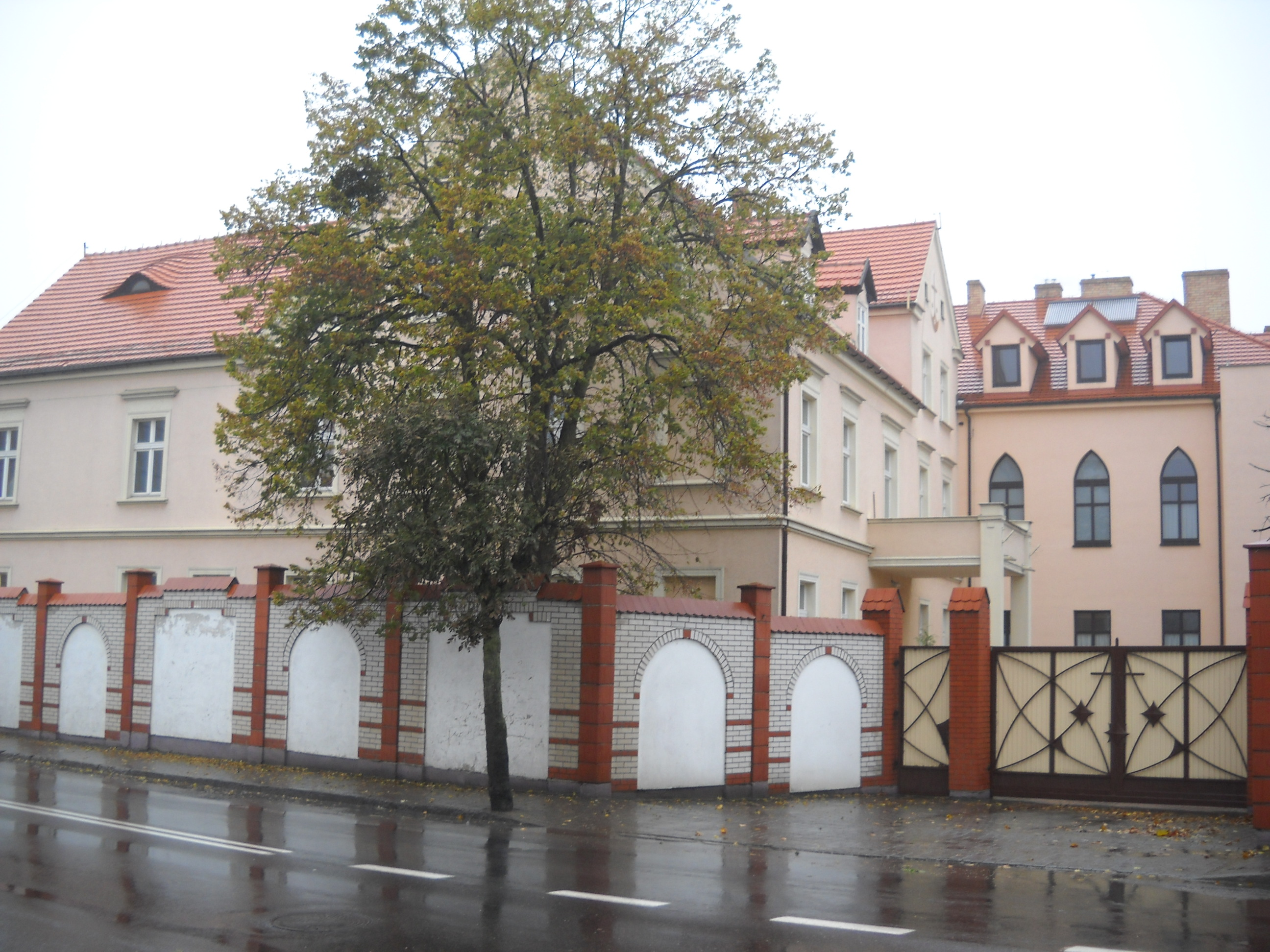
Klasztor karmelitanek bosych pw. NMP z Góry Karmel w Łasinie

Karmelitanki bose – żeńska gałąź zakonu karmelitów bosych. Początkowo były to wspólnoty pobożnych kobiet skupiających się przy klasztorach karmelitów od około 1450 roku. W oparciu o bullę Cum nulla Fidelium Mikołaja V z 1452 generał karmelitów, bł. Jan Soreth zorganizował 5 klasztorów dla sióstr. W 1562 roku zakon zreformowała obecna wtedy karmelitanka – św. Teresa z Ávili, przywracając zakonowi pierwotny charakter.

## Historia
Pierwsze karmelitanki żyły pod kierownictwem karmelitów i przestrzegały ich reguły zakonnej – m.in. życie w ubóstwie, milczenie, surowy post, mieszkanie w oddzielnych celach. Przez lata reguły zakonu stały się mniej restrykcyjne i odchodzono od pierwotnych założeń – zaczęły obowiązywać dyspensy od postów, noszenie cieplejszej odzieży.
Będąca już wtedy karmelitanką – św. Teresa od Jezusa zreformowała żeńską gałąź zakonu w kastylijskiej Áwili. W 1578 roku powstał reformowany przez św. Jana od Krzyża klasztor męski karmelitów. Zreformowane klasztory, zwane teraz bosymi wróciły do pierwotnej gorliwości i surowych zasad życia – chodząc boso, żyjąc w ascezie i skupiając się na modlitwie kontemplacyjnej.
Przyczyną zmian w zakonach była tzw. reforma trydencka ustanowiona podczas Soboru trydenckiego. Głównymi założeniami była odnowa życia duchowego w kościołach – szczególnie w zakonach (podział na reformowane i niereformowalne), kontemplacja duchowości i odbudowa intelektualna człowieka.
W 1585 założono klasztor karmelitanek bosych w Lizbonie, który był pierwszą fundacją założoną poza granicami Hiszpanii.
W następnych latach klasztory zakładano w  Nowej Hiszpanii, Włoszech, Francji, Niderlandach i krajach Rzeszy Niemieckiej.
W 1597 Stolica Apostolska zatwierdziła dwa reformowane zakony, które następnie podjęły działalność fundacyjną w Europie i poza jej granicami.

## Karmelitanki bose w Polsce
Pierwsze pojawienie się karmelitów na ziemiach polskich było spowodowane misją dyplomatyczną i duszpasterską do Persji. Dopiero w 1604 roku karmelici na stałe osiedlili się w Rzeczypospolitej Obojga Narodów, gdzie rok później założono pierwszy męski klasztor w Krakowie – Kościół pw Niepokalanego Poczęcia NMP.
Karmelici sprowadzili karmelitanki z Flandrii do Polski 26 maja 1612 roku. Zamieszkały one w Krakowie w budynku przy kościele św. Marcina. W 1644 roku powstał tu osobny klasztor. Trzy pierwsze Polki wstąpiły do karmelitanek już w 1612 roku. Z biegiem lat klasztor ulegał całkowitemu spolszczeniu. W 1725 r. dla sióstr powstał nowy klasztoru na krakowskiej Wesołej. Jest to jedyny klasztor, który przetrwał wszystkie burze dziejowe. 
Następnie klasztory karmelitanek powstały w Lublinie, Wilnie, Lwowie, Warszawie.
W XVII i XVIII wieku przeszły przez Rzeczpospolitą epidemie chorób, jak np. ospy czy czarnej śmierci. Dodatkowym niebezpieczeństwem były wojny toczone na terenie całego kraju. Zmuszało to karmelitanki do ciągłych zmian pobytu i opuszczanie miast zagrożonych wojną lub epidemią. Spowodowało to zahamowanie rozwoju klasztorów, jednak po powrocie podejmowano się odbudowy poszczególnych fundacji.
Najbardziej znaną polską karmelitanką była Marianna Marchocka. Była pierwszą kobietą w Polsce, która napisała autobiografię.
W 2022 r. istniało w Polsce 29 klasztorów karmelitanek bosych z około 450 siostrami. 16 klasztorów podlega Krakowskiej Prowincji Zakonu Karmelitów Bosych, a 13 Prowincji Warszawskiej. Karmelitanki polskie ufundowały 9 klasztorów w innych krajach, w tym na Ukrainie i Słowacji, w Rosji, Kazachstanie i Norwegii oraz na Islandii. 

## Życie w zakonie

### Kandydatki
Nowe kandydatki na karmelitanki pochodziły z rodzin szlacheckich lub mieszczańskich. Były to rodziny takie jak np. Zebrzydowscy czy Mniszchowie, którzy odgrywali dużą rolę w Rzeczypospolitej. Większe i bogate posagi wnoszone przez nowe zakonnice pozwoliły na rozwój klasztorów. Musiała być to decyzja dobrowolna. Wymagano od kandydatki pewnej znajomości łaciny i podstawowego poziomu wykształcenia. Liczba zakonnic w klasztorze nie przekraczała 20 osób. Dwudzieste pierwsze miejsce było przeznaczone dla kandydatki która się wyróżniała i wnosiła bogaty posag. Profesja trwała od wstąpienia do śmierci. Każda nowa zakonnica bezgranicznie musiała się podporządkować przełożonej klasztoru – przeoryszy.

### Zasady zakonne
Klasztor był postrzegany jako „pustynia” – panowała jak największa izolacja od świata zewnętrznego. Ograniczano do minimum kontakt z osobami spoza klasztoru. Karmelitanki jedynie przy wizycie rodziny mogły odsłaniać twarz, jednak nadal pozostawały wobec nich powściągliwe w uczuciach i rozmowie.
Każdą zakonnicę obowiązywało milczenie przez całą dobę. Porozumiewano się poprzez wykonywanie znaków. Rozmowy dopuszczano jedynie podczas rekreacji, spożywania posiłków. Nie wolno było rozmawiać o rzeczach świeckich, własnych chorobach, jedzeniu, gdyż to mogło oddalać od Boga.
Koncentrowano się głównie na kontemplacji, rozmyślaniu w skupieniu. Obowiązywało ubóstwo. Każda z sióstr wyrzekała się rzeczy zbędnych. Praktykowano także chodzenie w zniszczonej odzieży.
Karmelitanki zostawiły po sobie dorobek literacki, który nie był przeznaczony do druku. Dużo dzieł zaginęło, ale zachowały się np. kroniki, życiorysy, zapiski autobiograficzne, wiersze okolicznościowe. Najprawdopodobniej Angela Teresa od Najświętszego Sakramentu jest autorką dwóch scenicznych tekstów pt. Reprezentacje św. Matki naszej Teresy.

### Duchowość
- Jezus Chrystus jest Oblubieńcem. Karmelitanki poświęcały mu całe swoje życie, przyrzekając posłuszeństwo. Głównym tematem rozmyślań jest męka i śmierć Jezusa. Dzięki temu mają dążyć do poznania ogromu miłości Boga.

- Maria to druga ważna, zaraz po Bogu, postać. Naśladowano jej oddanie i posłuszeństwo. Habit karmelitanek, zwłaszcza szkaplerz symbolizuje przynależność do Maryi. Codziennie odmawiano różaniec.

- Kult świętych (szczególnie pustelników i męczenników). Ich żywoty były podstawową lekturą zakonnic. Losowano swojego patrona miesiąca i roku, aby ćwiczyć się w konkretnych cnotach. Obowiązywał szczególny kult św. Józefa, który uchodził za opiekuna spraw domu – materialnych i duchowych. W 1581 roku został patronem reformowanej gałęzi zakonu. Gdy w 1622 roku kanonizowano m. Teresę od Jezusa, nastąpił jej szczególny kult. Marianna Marchocka została nazwana „polską Teresą”.

## Czasy współczesne
Aktualnie zakon obecny jest w 81 krajach świata. Na świecie jest ok. 13 tys. karmelitanek bosych.
Fundamentem duchowości karmelitanek jest życie oddane modlitwie. Jest to zakon klauzurowy.